# Dværgstar
Dværgstar (Carex serotina), ofte skrevet dværg-star, er et 5-40 cm højt halvgræs, der vokser på næringsfattig bund på enge, ved søer og i hede. Den ligner grøn star, men har stive blade.

## Beskrivelse
Dværgstar har 1,5 - 3,0 mm brede, stive blade. Frugthylstrene er 2 - 4,5 mm lange med et 0,5 - 1,0 mm langt næb.

## Udbredelse
Dværgstar er udbredt over store dele af den nordlige halvkugle. I Danmark er den almindelig på Øerne og langs Jyllands vestkyst.

## Voksested
Arten vokser på næringsfattig bund på enge, ved søer og i hede. Halvøen Malles Næs ved Sejrø Bugt er et stort strandoverdrev med en kompleks vegetation. Her vokser arten sammen med bl.a. blågrøn star, djævelsbid, engensian, fåblomstret kogleaks, gåsepotentil, hundesalat, høstborst, jordbærkløver, klitsiv, kort øjentrøst, kærtrehage, leverurt, liden tusindgylden, marktusindgylden, slangetunge, smalbladet kællingetand, strandfirling, strandvejbred, vandnavle og vild hør.

## Krydsninger
Dværgstar er del af den gruppe af starer, der kaldes 'flava' (opkaldt efter C. flava, gul star). Til gruppen hører også krognæbstar og grøn star. Arterne i denne gruppe hybridiserer ofte. Der har derfor ofte været tvivl om navngivningen. Synonymerne er vist nederst i boksen til højre.

## Eksterne links
- Flora Europaea: Carex serotina
- Den virtuella floran (med udbredelseskort) Arkiveret 27. januar 2008 hos  Wayback Machine

| Botanik | Spire Denne botanikartikel er en spire som bør udbygges. Du er velkommen til at hjælpe Wikipedia ved at udvide den. |